# Robert Woodhead
Pour les articles homonymes, voir Woodhead.
Robert J. Woodhead est un entrepreneur, développeur de logiciel et ancien programmeur de jeux. Il affirme que le fil rouge dans sa carrière est "de faire des trucs bizarres sur des ordinateurs".

## Carrière
En 1979, il cofonda Sirotech (plus tard connu sous le nom de Sir-Tech) avec Norman Sirotek et Robert Sirotek. Avec Andrew C. Greenberg, il créa le jeu Apple II Wizardry : Proving Grounds of the Mad Overlord, l'un des premiers jeux vidéo de rôle conçu pour ordinateur personnel, ainsi que plusieurs de ses suites,,.
En 1982, Woodhead conçu le jeu d'arcade Apple II Star Maze, qui fut programmé par Gordon Eastman et édité par Sir-Tech. Il déclara au magazine TODAY en 1983: "J'ai plein d'idées de jeux d'arcade, mais je n'ai pas la patience pour les programmer. Je suis en quelque sorte une personne à gros projet ; J'aime le défi d'un programme comme Wizardry." 
Plus tard, il créa Interferon et Virex ; deux des premiers logiciels antivirus pour Macintosh, il cofonda aussi AnimEigo, l'une des premières sociétés de diffusion d'anime aux États-Unis. C'est grâce à cette dernière entreprise, lorsqu'il réside au Japon, qu'il épousa sa traductrice et interprète, Natsumi Ueki, avec qui il eut deux enfants.
Il créa également le site web SelfPromotion.com, expliquant comment mettre en avant des sites internet sur les moteurs de recherches.
Comme passe-temps, il construit des robots de combat. Ses enfants, James Ueki et Alex Ueki, devienne les champions nationaux 2004 et 2005 de la Robot Fighting League dans la catégorie poids plume de 30 lb (équivaux à environ 13 kg).
Woodhead fait une apparition dans le jeu vidéo Ultima II de 1982 en tant que PNJ ; lorsque le joueur lui parle, il crie alors "Copy Protect!", une référence sarcastique aux méthodes de protection contre la copie, communément utilisées dans les jeux vidéo de l'époque. Il est également crédité dans le film Real Genius en tant que "Hacking Consultant".
Woodhead réussit à faire financer deux projets Kickstarter, « Bubblegum Crisis Ultimate Edition Blu-Ray Set » (153 964 $ récolté pour un objectif de 75 000 $), et « BackerSupport » (326 $ récolté pour un objectif de 100 $).
Dans la fiction du jeu vidéo en ligne Eve Online, Robert Woodhead a également siégé au Conseil de l'Organisation Stellaire (Council of Stellar Management) sous le pseudo de Trebor Daehdoow. Il a été réélu pour 4 mandats, exerçant son dernier mandat en tant que président.